# Carcharhinus signatus
A Carcharhinus signatus a porcos halak (Chondrichthyes) osztályának kékcápaalakúak (Carcharhiniformes) rendjébe, ezen belül a kékcápafélék (Carcharhinidae) családjába tartozó faj.

## Előfordulása
A Carcharhinus signatus előfordulási területe az Atlanti-óceán mindkét partjára kiterjed. Nyugaton az Amerikai Egyesült Államokbeli Delaware államtól kezdve, a Bahama-szigeteken, Kubán és Brazílián keresztül, egészen Argentínáig található meg. Keleten a következő afrikai országok tengeri vizeiben lelhető fel: Szenegál, Elefántcsontpart, Ghána, Kamerun, Kongói Demokratikus Köztársaság, Angola és Namíbia északi része.

## Megjelenése
Ez a szirticápafaj általában 200 centiméter hosszú, de akár 280 centiméteresre is megnőhet. 150 centiméteresen már felnőttnek számít. Az eddigi legnehezebb kifogott példány 76,7 kilogrammot nyomott. Igen karcsú testfelépítésű cápa, nagyon hosszú pofával és hegyes orral. A szemei nagyok, az állkapcsai kicsik. A hátúszók eléggé alacsonyak, köztük kiemelkedés látható. Háti része szürkésbarna, hasi része fehér. Az úszóin nincsenek szembetűnő mintázatok.

## Életmódja
Szubtrópusi cápa, amely a tenger mélyebb részein él. Általában 50-100 méter mélyen tartózkodik, de 600 méter mélyen is észlelték. A 11-16 Celsius-fokos vízhőmérsékletet kedveli. Éjszaka tevékeny és rajokban úszik; főleg a nyíltabb vizekben. Tápláléka kisebb csontos halak és kalmárok.

## Szaporodása
Elevenszülő porcos hal; a peték kiürülő szikzacskója az emlősök méhlepényéhez hasonlóan a nőstény szöveteihez kapcsolódik. Belső megtermékenyítéssel szaporodik, párosodáskor a cápák egymáshoz simulnak. Egy alomban 4-12 kis cápa lehet. A kis Carcharhinus signatus születésekor körülbelül 60 centiméter hosszú.

## Felhasználása
A Carcharhinus signatust ipari mértékben halásszák.

## Képek

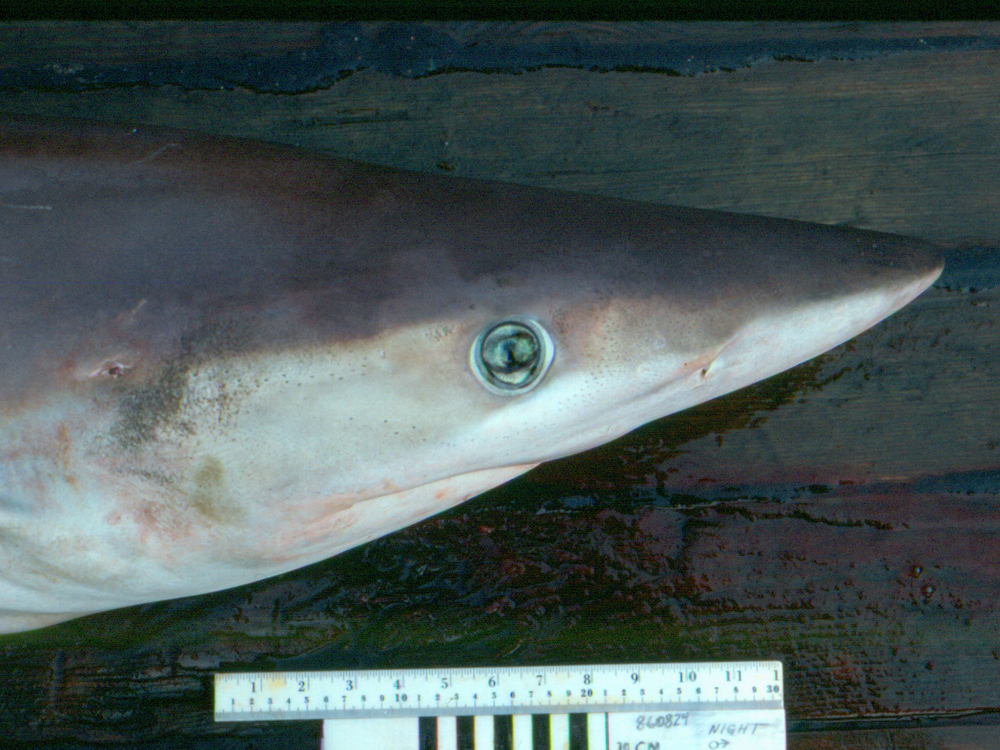
portré
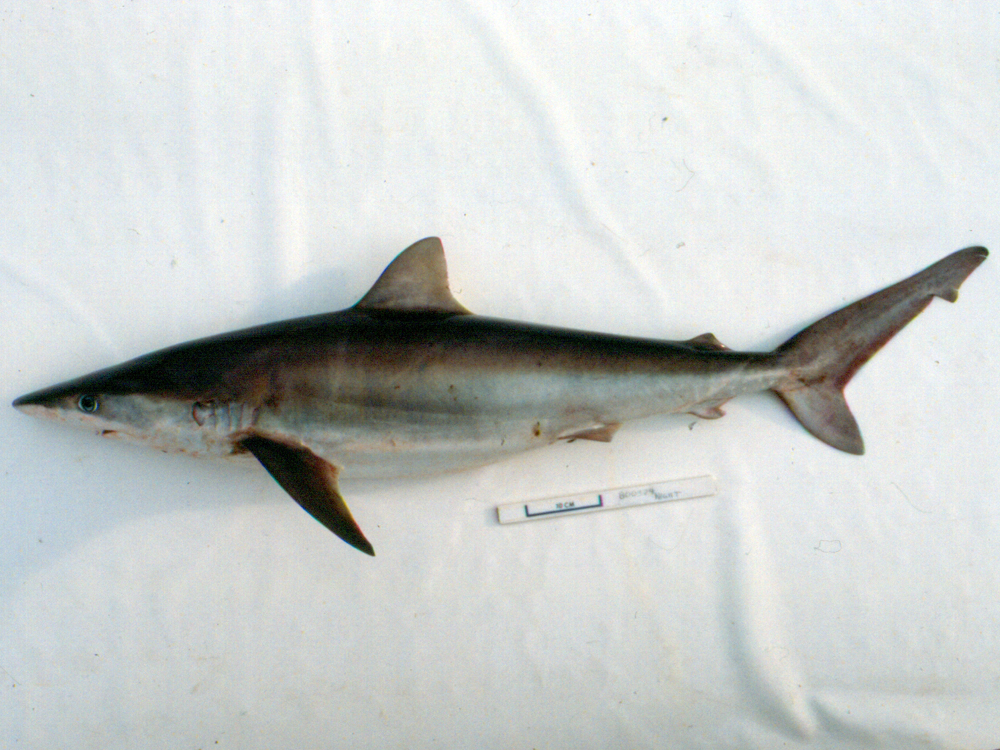
kifogott
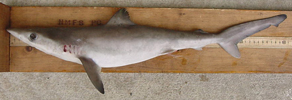
példányok (fiatal)
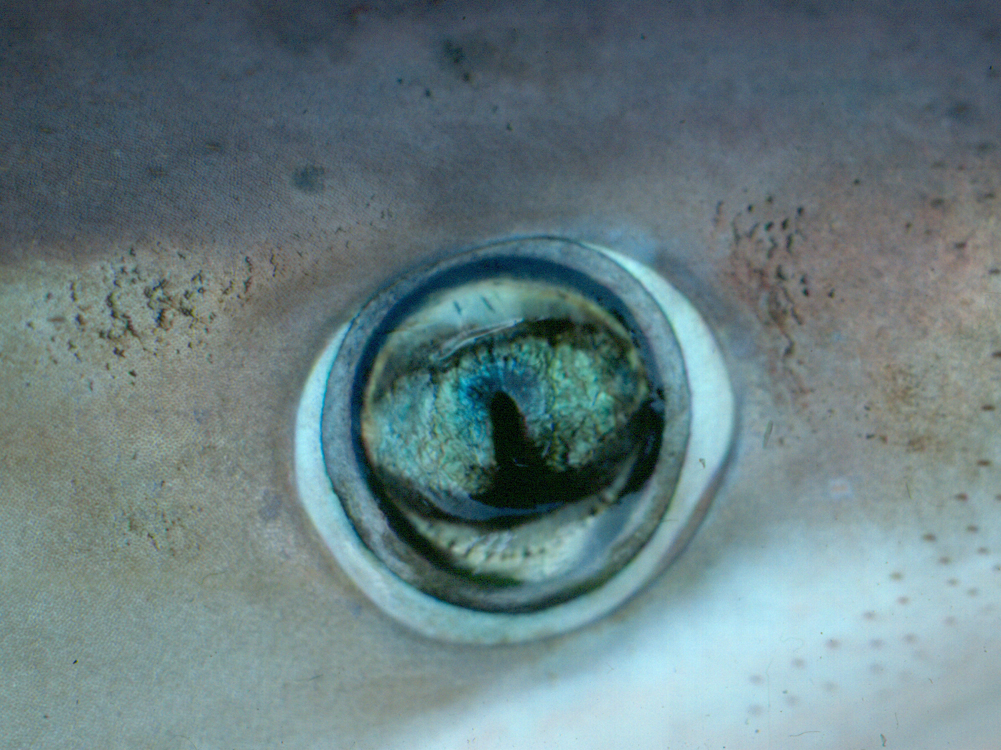
a szeme közelről
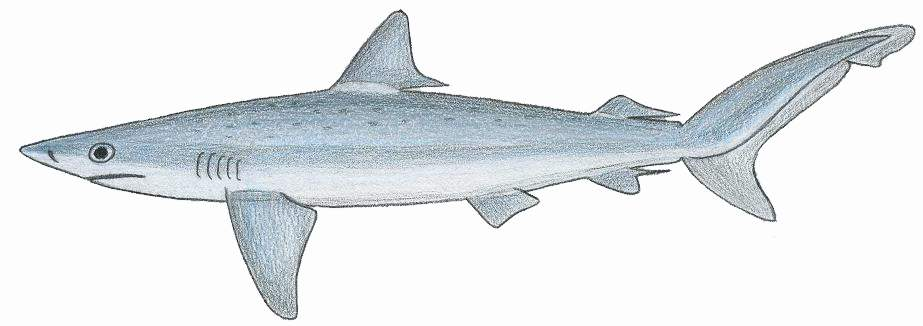
rajzok
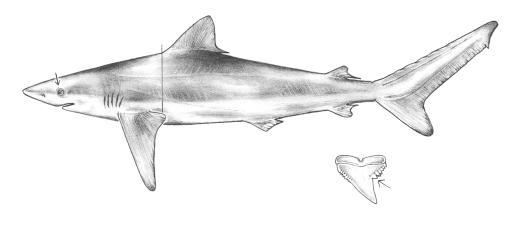
a cápáról